# Силосозбиральний комбайн

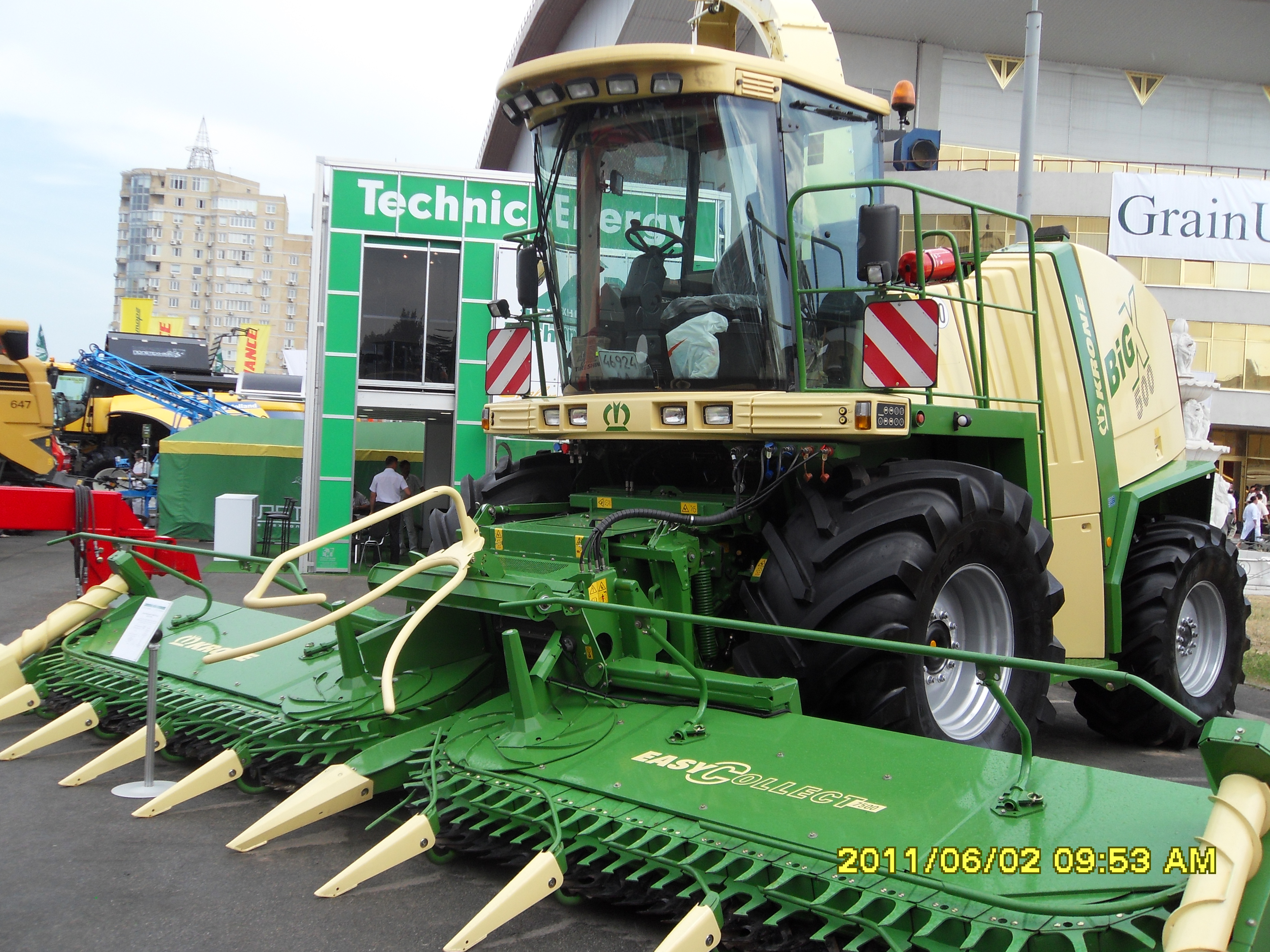
Силосозбиральний комбайн з жаткою для високостебельних культур

Силосозбиральний (кормозбиральний) комбайн — багатофункціональний технічний комплекс, призначений для механізованого збору зеленої маси кормових культур, для використання на корм або приготування силосу чи сінажу.
Розрізняють самохідні та причіпні комбайни. Зазвичай силосозбиральний комбайн комплектують жаткою для низькостебельних рослин (трав), жаткою для високостебельних рослин (наприклад, кукурудзи) та підбирачем. Зрізана жаткою або підібрана підбирачем рослинна маса за допомогою системи транспортерів подається до подрібнювального апарату, а потім направляється в транспортний засіб, який рухається поруч. 
Останнім часом спостерігається тенденція збільшення ширини захвату та продуктивності комбайнів.